# Priluki

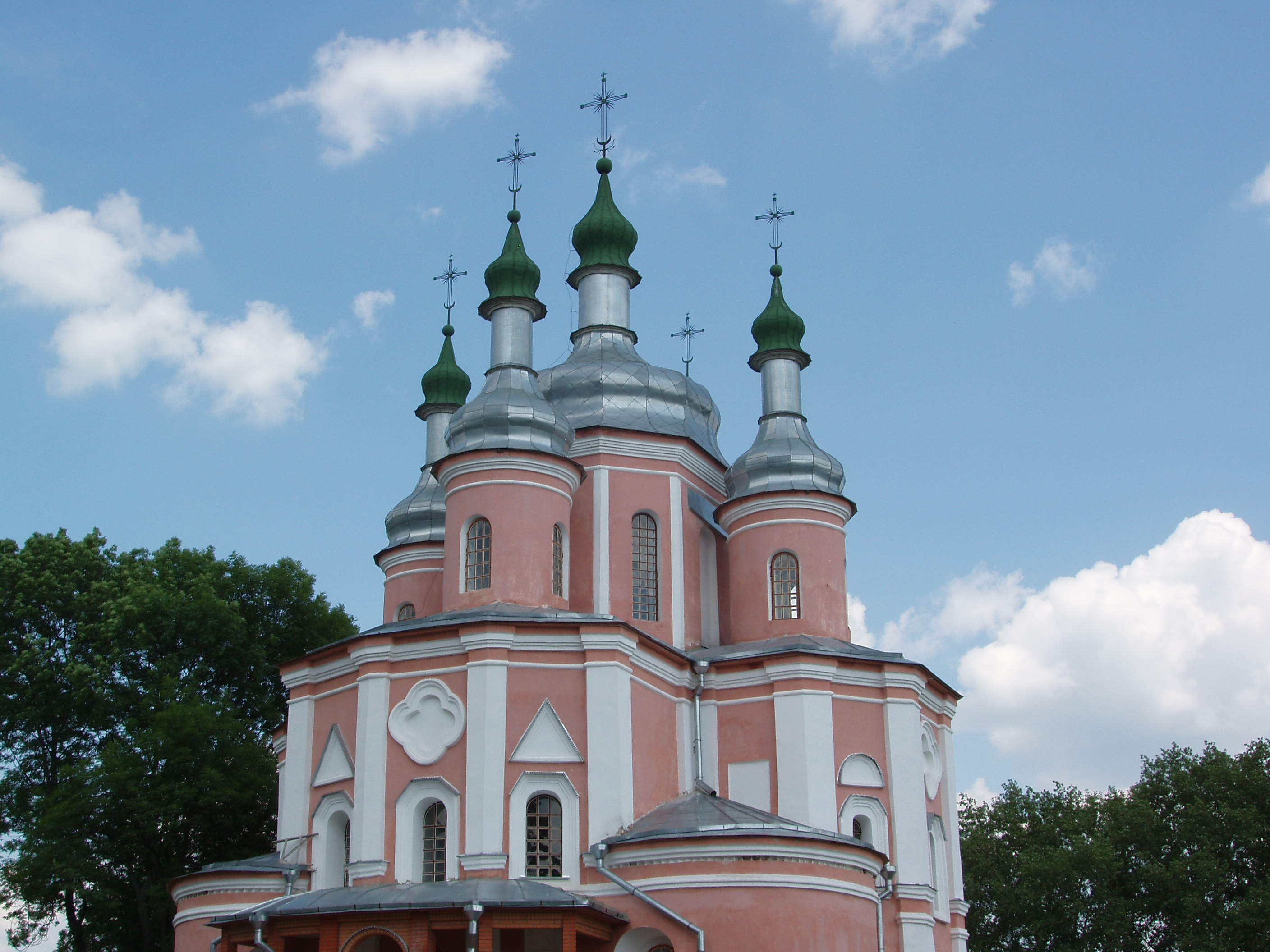
Una església a Priluki

Priluki (en ucraïnès: Прилу́ки [prɪˈlukɪ]) és una ciutat i un municipi situat al riu Udai a l'óblast de Txerníhiv, al centre-nord d'Ucraïna. Serveix com a centre administratiu del Raion de Priluki. A prop hi ha la base aèria de Priluki, una important base estratègica de bombarders durant la Guerra Freda, que és el camp d'aviació més gran d'Ucraïna. Població: 52.553 (2021).

## Història
Les excavacions arqueològiques han demostrat que un assentament al territori de la ciutat actual es remunta al II mil·lenni aC. Segons una explicació, la ciutat va derivar el seu nom de la seva ubicació, en estar situada en una revolta del riu que semblava un arc vist des de dalt. Una altra teoria sosté que el nom de la ciutat connota la idea d'estar situada “en prats de planes inundables”.
Priluki va ser esmentat per primera vegada l'any 1085 pel príncep Volodimir Monomakh als seus Preceptes als meus fills. Aquell any la ciutat-fortalesa va protegir el príncep i el seu seguici de l'horda de Polovtsy i aviat les forces armades del príncep, reforçades per la milícia de Priluki, van derrotar l'enemic. No obstant això, el 1092 els Polovtsy van atacar la fortalesa una vegada més, eliminant tota la població i saquejant la ciutat.
Més tard, la ciutat va ser saquejada repetidament per les tribus nòmades de l'est i es va convertir en un centre de guerres intestines entre prínceps rutens. El 1239, Priluki va ser destruït pels mongols; el 1362, la ciutat va ser conquerida pels senyors feudals lituans. Però els ciutadans sempre van defensar fermament Priluki, lluitant per la seva llibertat i dignitat.
Després de la Unió de Lublin de 1569, segons la qual la ciutat va quedar sota el domini de la noblesa polonesa, molts habitants de Priluki i dels pobles propers van començar a fugir, buscant la llibertat a les vastes estepes del Dniéper. També s'hi van refugiar camperols oprimits d'altres zones del centre i l'est d'Ucraïna. Els assentaments fundats pels fugitius a finals del segle XV i principis del XVI van ocupar grans territoris als voltants de Kíiv i Txerkassí. Així va créixer la comunitat cosaca. Espantat per la proliferació i popularitat dels cosacs, Polònia va intentar reprimir aquesta resistència espontània però ho va fer en va.
Al segle XVII els cosacs van participar en l'aixecament de Khmelnitski. El sòl fèrtil de la conca d'Udai es va demostrar atractiu no només per als nòmades saquejadors, sinó també per a les persones treballadores que fugien d'un treball esgotador. El nombre d'habitants de Priluki i de pobles adjacents va créixer considerablement al segle XVII. Un dels documents conservats als arxius d'Estocolm, Suècia, deia que hi havia 800 xemeneies, és a dir, 800 cases, a Priluki el 1632. Suposant que cada casa acollia almenys sis persones, unes 5.000 persones vivien a la ciutat en aquell moment.
El 1648, l'hetman Bohdan Khmelnitskí va introduir un nou sistema de divisió territorial i administrativa a Ucraïna, després d'haver dividit el país en regiments. Sota aquest sistema, la ciutat de Priluki es va convertir en el centre militar del regiment de Priluki i el coronel Ivan Xkurat-Melnixenko va ser nomenat el seu primer comandant. El regiment estava format per uns 2.000 cosacs, que van participar activament en moltes batalles durant la guerra de 1648-1654. Per exemple, tot el regiment de cosacs Priluki, dirigit per I. Shkurat, va morir lluitant valentament a la batalla de Beresteixko el 1651. El regiment Priluki, sota el comandament del coronel Iakiv Vorontxenko, va demostrar una gran habilitat militar en derrotar una gran unitat polonesa el juny de 1652. El regiment també va participar en campanyes contra Polònia i Turquia.
Envoltada d'una alta muralla coronada per canons, la ciutat de Priluki tenia un aspecte força formidable en aquell moment. Tanmateix, a la segona meitat del segle XVIII, la frontera es va traslladar molt cap al sud per raons polítiques i militars i la necessitat de ciutats fortificades com Priluki va desaparèixer. Olexandr Iakubovitx va ser l'últim coronel de Priluki. El 1781, el règim cosac va ser abolit a Ucraïna i Priluki es va convertir en un uiezd de la governació de Malorossiia, i a partir de 1802 la governació de Poltava. Des de 1932 és una ciutat dins de l'óblast de Txerníhiv. Durant la Segona Guerra Mundial, Priluki va ser ocupada per l'exèrcit alemany del 18 de setembre de 1941 al 18 de setembre de 1943. Durant l'ocupació, els jueus van ser reclutats per a treballs forçats. El 18 d'octubre de 1941 es va dur a terme una operació d'assassinat que va tenir diverses víctimes jueves. A principis de 1942 es va establir un gueto. A partir del gener de 1942, grups d'entre 30 i 40 joves homes sans van ser extrets sistemàticament del gueto i executats en un lloc desconegut. La majoria dels jueus de Priluki van ser assassinats en una operació d'assassinat massiu el maig de 1942. Els alemanys van cometre un altre assassinat en massa a Priluki el 10 de setembre de 1942. Jueus de Polova, Ladan i Linovitsa del comtat de Priluki i de Kharitonovka, Podol, Radkovka i Malaia Devitsa d'altres comtats del districte de Txerníiv van ser assassinats a Priluki.
Priluki es troba a la llista de les ciutats més antigues d'Ucraïna i l'any 1995 va ser inscrita al registre de ciutats històriques d'Ucraïna. Sota els auspicis del programa "Innovacions en el desenvolupament cultural de les regions", el govern local de Priluki està prenent mesures per restaurar les antigues tradicions d'art popular, així com per buscar registres històrics i arquitectònics de la ciutat. Els habitants de la ciutat esperen que amb el temps, Priluki esdevingui part de la gira de l'anell d'or de la regió de Txerníhiv.
Fins al 18 de juliol de 2020, Priluki va ser designada com a ciutat d'importància óblast i no pertanyia al raion de Priluki tot i que era el centre del raion. Com a part de la reforma administrativa d'Ucraïna, que va reduir el nombre de raions de l'óblast de Txerníhiv a quatre, la ciutat es va fusionar amb el raion de Priluki.

## Llocs històrics
Hi ha molts llocs històrics dins de Priluki i molts d'ells són esglésies, aquí teniu una llista d'aquestes esglésies:
- Església Ivanivska, Priluki

## Nadius notables
- Ioasaph de Belgorod, bisbe del segle XVIII, glorificat el 1911
- Yevhen Borovyk (n. 1985), futbolista
- Irving Chernev (1900–1981), jugador d'escacs i autor
- Viktor Kee, malabarista
- Marc Sterling (1895-1976), pintor francès
- Olha Zavhorodnya (n. 1983), atleta ucraïnesa

## Monuments
L'edifici civil més antic de la ciutat és l'antiga cancelleria i sagristia del regiment de cosacs Priluki. A part de la diminuta església barroca de Sant Nicolau (1720), la ciutat posseeix dues catedrals. L'antiga catedral de cinc cúpules va ser construïda pels cosacs a les dècades de 1710 i 1720 amb una marca simplificada del barroc Mazepa. La nova catedral neoclàssica (1806) té una cúpula i està dedicada a la Nativitat de la Theotokos.

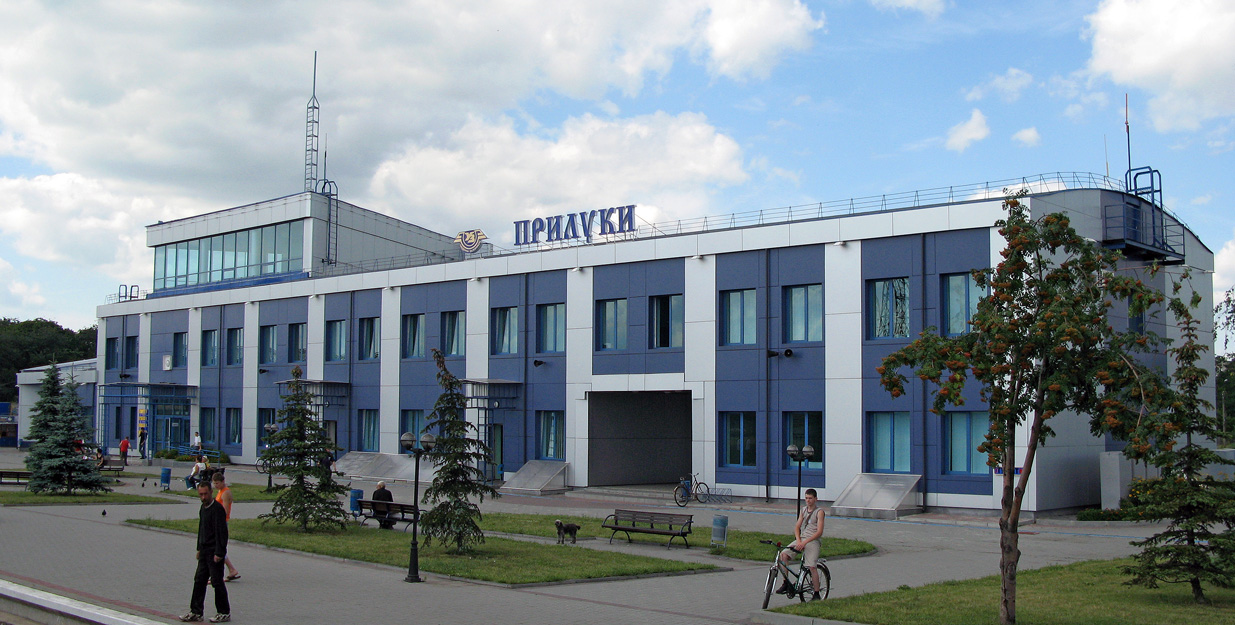
Estació de tren de Priluki
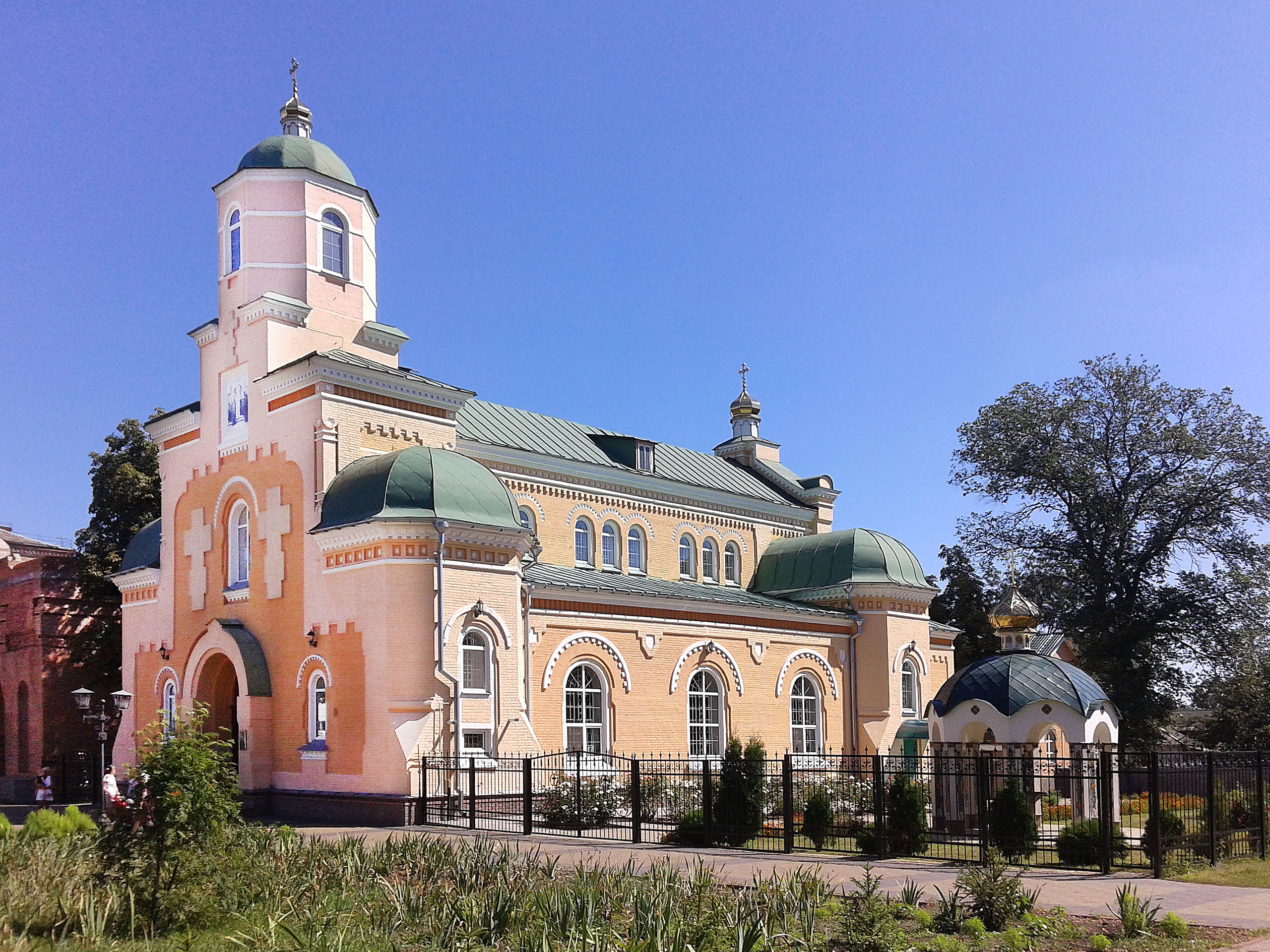
Catedral de Priluki
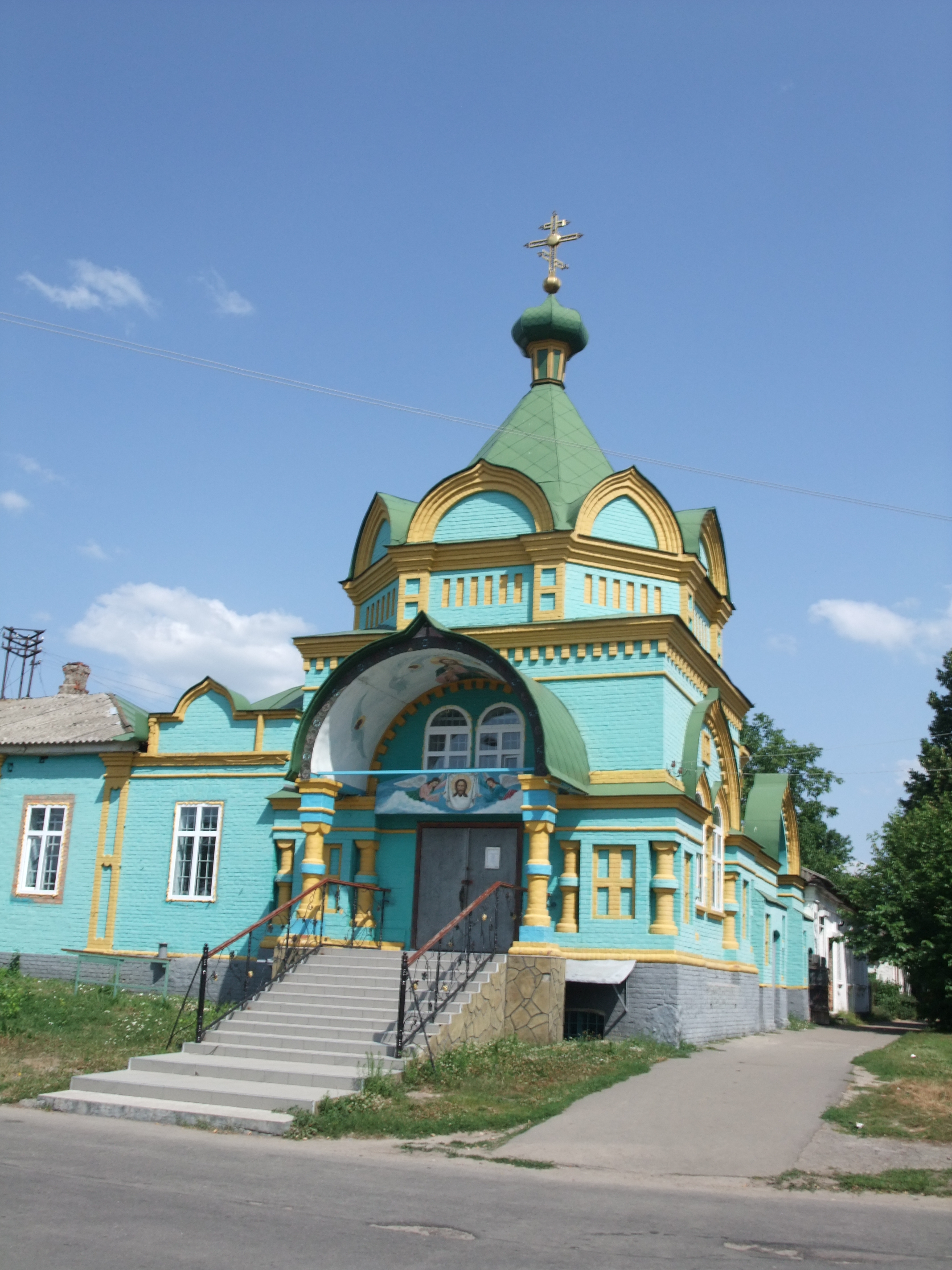
Església de Panteleymon
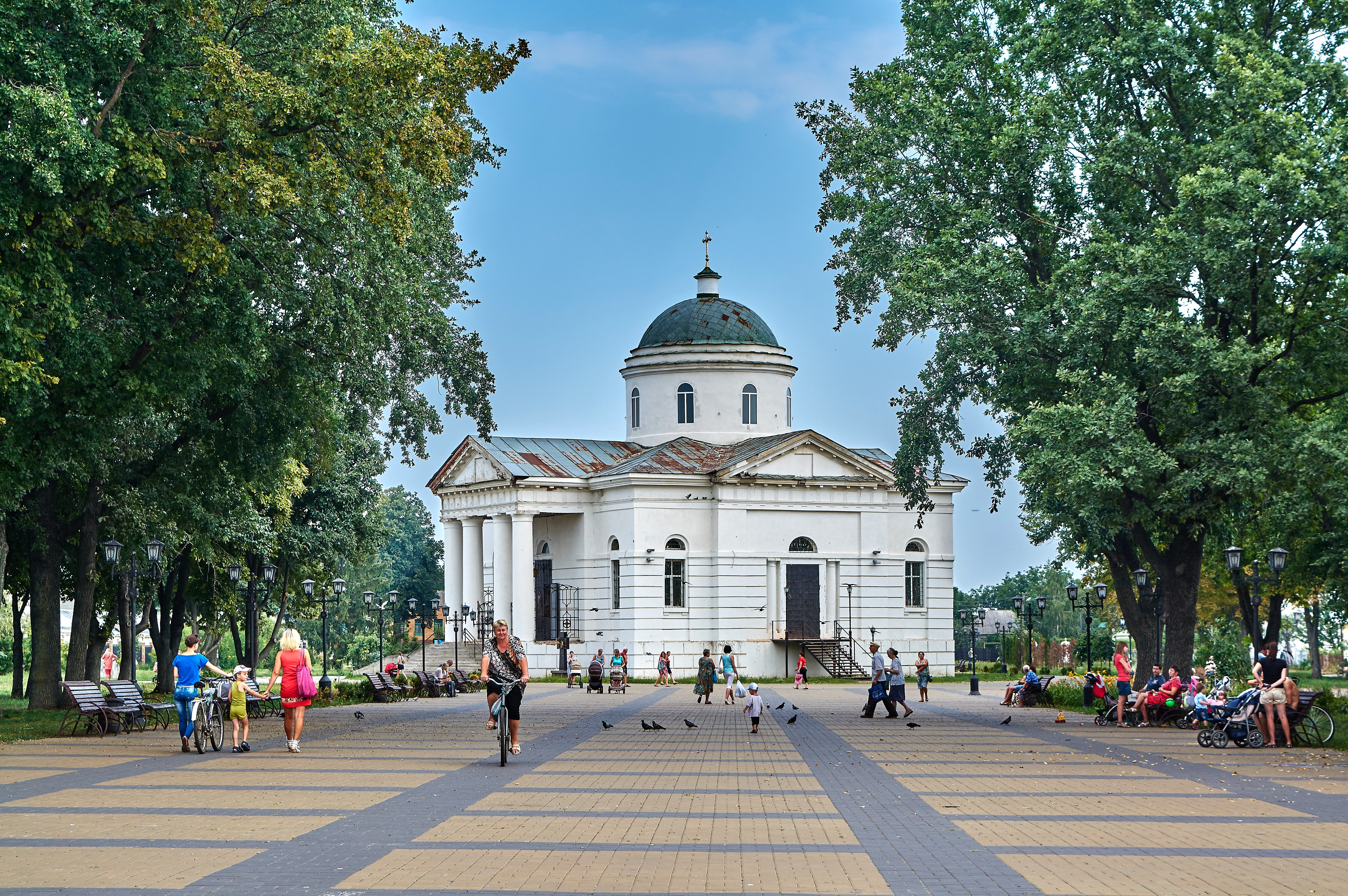
Nativitat de la Catedral de Theotokos
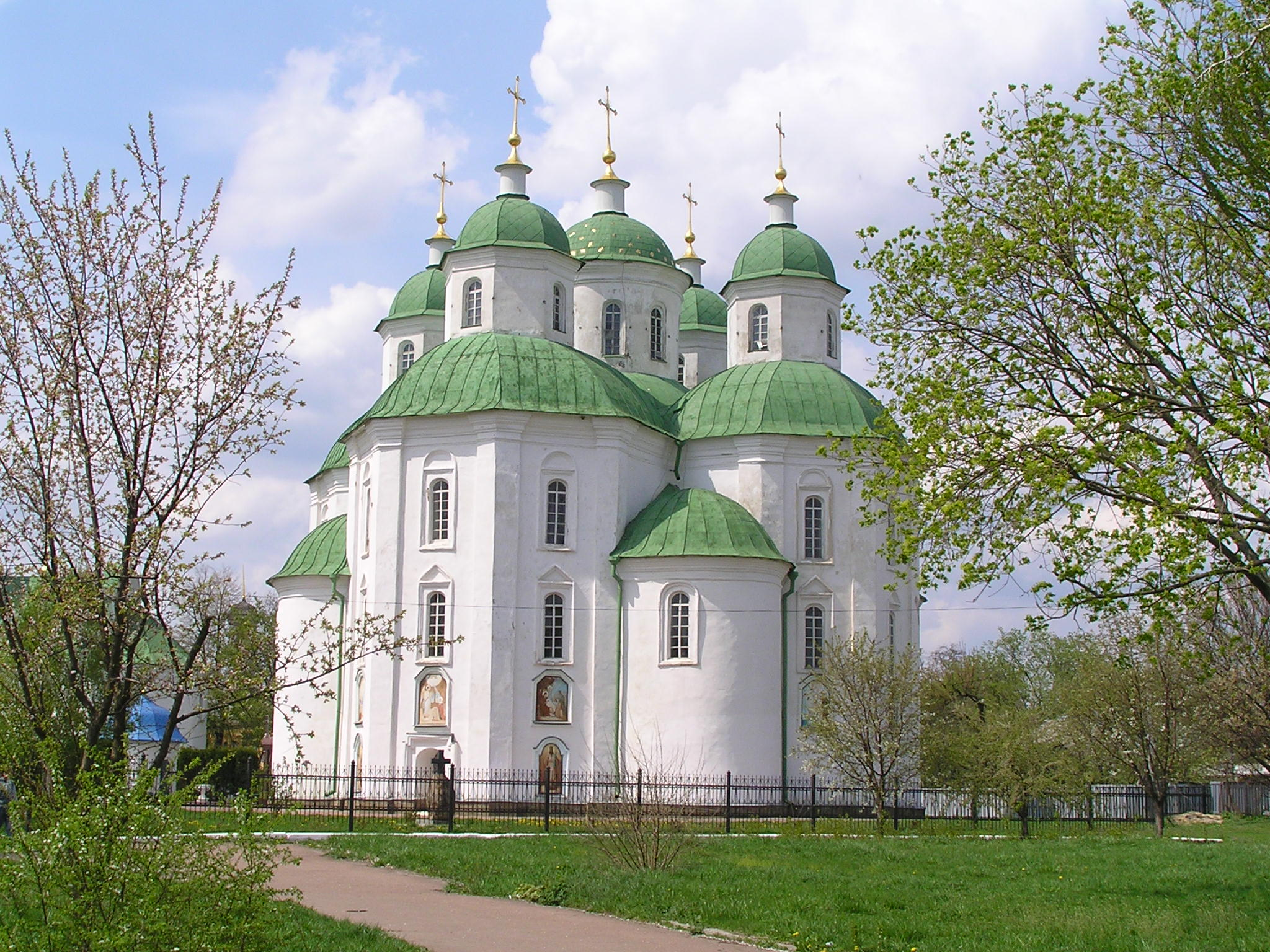
Catedral de la Transfiguració
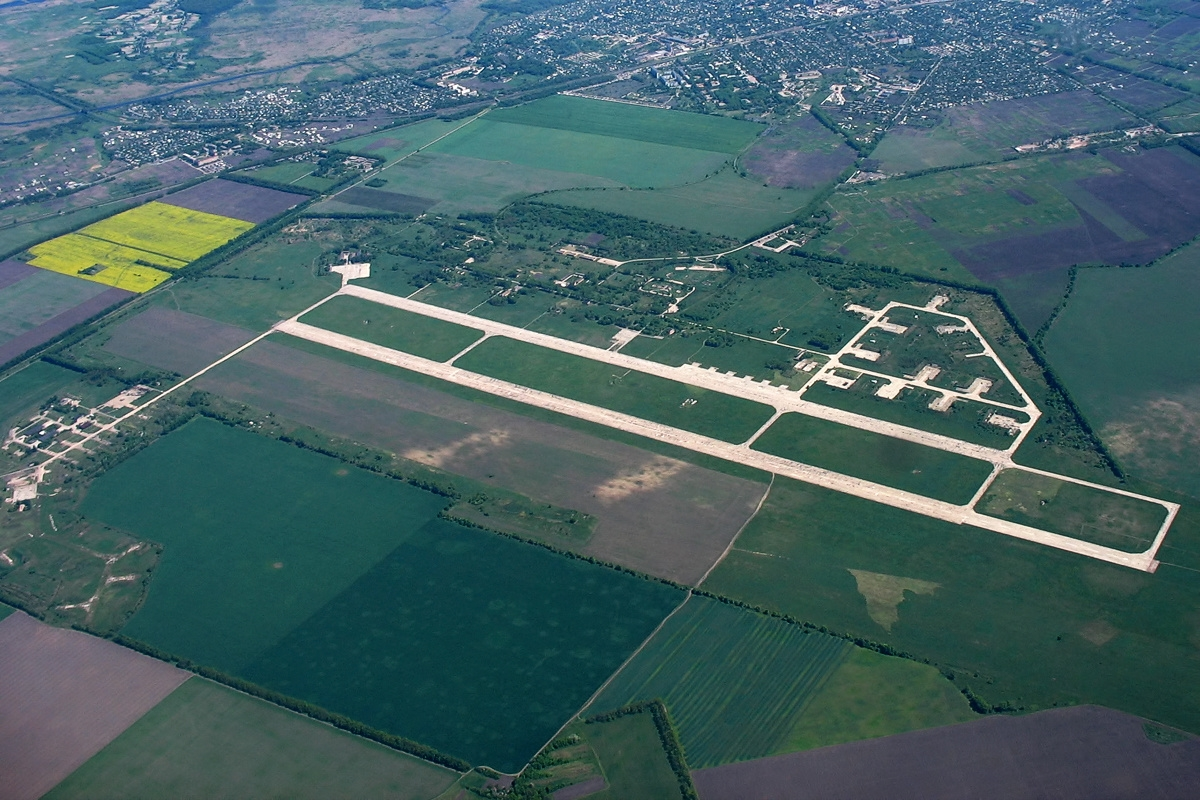
Aeròdrom de Priluki

## Relacions internacionals

### Ciutats agermanades
- Kościerzyna a Polònia